# Monastère Shwenandaw
Le monastère Shwenandaw (Shwe-Kyaung-pyi en Birman) est le bâtiment le plus significatif de l’histoire de Mandalay, la seconde ville de Birmanie. 
Il est issu du palais royal en bois d'Amarapura, déplacé en 1857 par le roi Mindon dans sa nouvelle capitale.
Il constituait une partie des appartements royaux, et était installé dans la partie nord du palais. Le roi Mindon y mourut en 1878 et son fils et successeur, le roi Thibaw s’y rendit souvent pour méditer. Mais, persuadé que l’esprit de son père le hantait, il demanda qu’il soit à nouveau démonté et retiré de la cité royale en octobre 1878. Pendant les cinq années qui suivirent, il fut reconstruit pour devenir un monastère dédié à la mémoire de Mindon.
Occupé par les Japonais durant la seconde guerre mondiale, presque tout le reste du palais brûla  en mars 1945 sous les bombes britanniques. La superstition de Thibaw permit de préserver ce seul monument.

## La structure
Le monastère Shwenandaw est une structure en teck sculpté et ciselé à la perfection selon les principes de l’architecture birmane du XIXe siècle. 

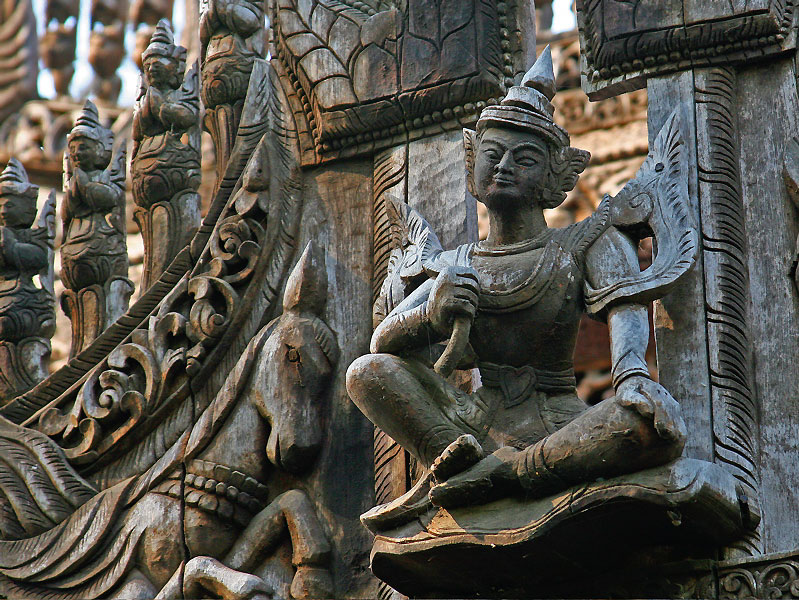
Détail des sculptures

C’est un large Shen-yang avec quatre niveaux de toitures séparés (zei-ta-wun). 
Les décorations et ornements, les sculptures raffinées des parapets et des portes donnent une indication de la richesse du palais royal disparu.
Le bâtiment est entouré d’une plateforme en teck avec des sculptures élaborées et des piliers de marbre. Des nâgas et d'autres animaux mythiques, ainsi que des danseurs, des fleurs et des pampres sont sculptés sur les panneaux à l'intérieur et à l'extérieur. Les restaurations des parties usées n’ont jamais atteint la perfection des originaux restant. Le hall principal est soutenu par de massifs piliers en teck, le plafond est richement sculpté également. Il s’y trouve une réplique du trône du Lion (trône royal) et des sculptures exceptionnelles des Nats, les esprits qui vénèrent l’image du Bouddha.